# Break Every Rule
Break Every Rule is het zesde soloalbum van Tina Turner.
Het verscheen in 1986 en was de opvolger van het zeer succesvolle "Private Dancer" uit 1984. In de jaren 70 van de 20e eeuw bracht Tina al zonder succes een aantal soloalbums uit (onder andere Tina Turns the Country On en Love Explosion). Over de gehele wereld werden van Break Every Rule miljoenen exemplaren verkocht, en Turner vervolgde de uitgave met de "Break Every Rule"-wereldtournee, een van de grootste tournees van de twintigste eeuw. Het hoogtepunt vormde het concert in Rio de Janeiro in januari 1988, voor een 180.000-koppig publiek.
Terry Britten is de producer van de nummers op de A-kant van het album.

## Nummers
Side One
1. Typical Male
2. What You Get Is What You See
3. Two People
4. Till The Right Man Comes Along
5. Afterglow
6. Girls

Side Two
1. Back Where You Started (producers Bryan Adams en Bob Clearmountain)
2. Break Every Rule (producer Rupert Hine)
3. Overnight Sensation (producers Mark Knopfler en Neil Dorfsman)
4. Paradise is Here (producers Mark Knopfler en Neil Dorfsman)
5. I'll Be Thunder (producer Rupert Hine)

## Hits
- Typical Male" , "Two people", "Girls", "What you get is what you see"